# Matrimonio igualitario en Arizona
El matrimonio igualitario es legal en Arizona desde el 17 de octubre de 2014. El Estado se había negado el derecho al matrimonio igualitario por estatuto desde 1996 y por una enmienda a su constitución estatal aprobada por los votantes en 2008. Dos demandas en la Corte Federal que desafiaban las políticas del estado concluyeron con la decisión de que la prohibición era inconstitucional y el Estado no apeló ese fallo. 
Antes de la decisión de la corte, varias ciudades y pueblos de Arizona ya expedían certificados de uniones civiles o emparejamiento doméstico.

## Opinión pública
Un sondeo de 2003 realizado por la Universidad del Norte de Arizona demostró que el 53% de los habitantes de Arizona apoya las uniones civiles del mismo sexo, aunque el 54% se oponía a permitir que las parejas del mismo sexo se casen. Sin embargo, el 52% de los habitantes de Arizona creen que los matrimonios entre personas del mismo sexo a cabo en el extranjero en las regiones donde estas uniones son legales debe ser reconocida como matrimonio en el estado de Arizona.
En noviembre de 2011 una encuesta de Public Policy Polling encontró que el 44% de los votantes de Arizona apoyaba la legalización del matrimonio entre personas del mismo sexo, mientras que el 45% se opuso a ella y el 12% no estaba seguro. Una cuestión distinta en la misma encuesta encontró que el 72% de los encuestados apoya el reconocimiento legal de las parejas del mismo sexo, con un 40% el apoyo a los matrimonios del mismo sexo, el 32% el apoyo a las uniones civiles, el 27% de oposición de todo reconocimiento legal y el 1% no está seguro.
Una encuesta de abril de 2013 de las Montañas Rocosas encontró que el 55% de los votantes de Arizona apoya el matrimonio entre personas del mismo sexo, el 35% se opone y el 10% no estaba seguro.
En febrero de 2014 una encuesta de PPP encontró que el 49% pensaba que el matrimonio entre personas del mismo sexo debería ser legal en Arizona, 41% no y el 10% estaban indecisos.